# Intimitate fizică

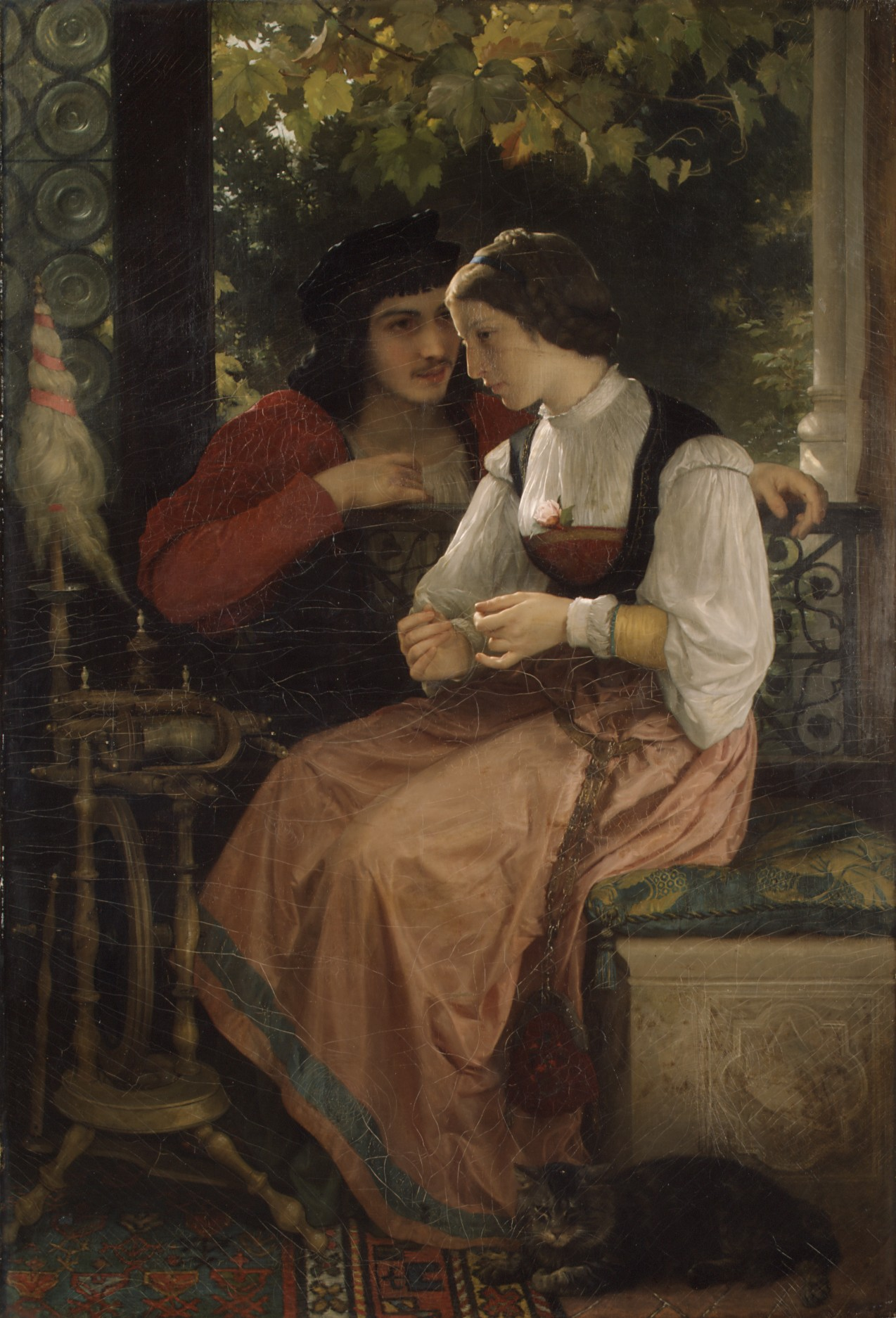
Propunerea lui William-Adolphe Bouguereau (1872)

Intimitatea fizică este apropierea sau atingerea senzuală. Este un act sau o reacție, cum ar fi exprimarea sentimentelor (inclusiv prietenia strânsă, dragostea platonică, dragostea romantică sau atracția sexuală⁠(d)), între oameni. Printre exemplele de intimitate fizică se numără pătrunderea în spațiul personal al cuiva, ținerea de mână⁠(d), îmbrățișarea⁠(d), sărutul, mângâierea și activitatea sexuală. Intimitatea fizică poate transmite adesea adevărata semnificație sau intenție a unei interacțiuni într-un mod în care vorbirea însoțitoare nu o poate face. Intimitatea fizică poate fi schimbată între orice persoane, dar, deoarece este adesea folosită pentru a comunica sentimente pozitive și intime, apare cel mai adesea în cazul persoanelor care au o relație preexistentă, fie familială, platonică sau romantică, relațiile romantice având o intimitate fizică crescută. Au fost observate mai multe forme de atingere romantică, inclusiv ținerea de mână, îmbrățișarea, sărutul, giugiuleala, precum și mângâierea și masajul. Afecțiunea fizică este strâns corelată cu satisfacția generală a relației și a partenerului.
Este posibil să fii intim fizic cu cineva fără să-l atingi; totuși, este necesară o anumită apropiere. De exemplu, un contact vizual⁠(d) susținut este considerat o formă de intimitate fizică, analogă atingerii. Atunci când o persoană pătrunde în spațiul personal al altei persoane cu scopul de a fi intimă, aceasta este intimitate fizică, indiferent de lipsa contactului fizic real.
Majoritatea oamenilor au parte de intimitate fizică, care este o parte naturală a relațiilor interpersonale și a sexualității umane, iar cercetările au arătat că aceasta are beneficii pentru sănătate. O îmbrățișare sau o atingere poate duce la eliberarea hormonului oxitocină și la reducerea hormonilor de stres. În plus, masajele, mângâierile și giugiulelile au arătat că au efecte benefice pe scară largă asupra bunăstării. Cele mai pronunțate efecte pot fi constatate în reducerea durerii, precum și a sentimentelor de depresie și anxietate. Cu toate acestea, și tensiunea arterială și starea de spirit momentană pot fi îmbunătățite prin atingere fizică.
Datorită rolului important pe care comunicarea bazată pe limbaj îl joacă la oameni, rolul atingerii este adesea minimalizat; cu toate acestea, există numeroase dovezi că atingerea fizică joacă încă un rol important în relațiile umane de zi cu zi. În timp ce oamenii comunică adesea verbal, ei participă, de asemenea, la contacte strânse. Atingerea fizică are conotații emoționale și sociale care adesea depășesc cu mult orice poate fi exprimat prin limbaj.
Inducerile către intimitatea fizică pot proveni din diverse surse. În timpul anotimpurilor reci, oamenii, precum și alte animale, caută intimitatea fizică unii cu alții ca mijloc de termoreglare. Unele forme de atingere fizică la maimuțe au funcții multiple, inclusiv curățarea, tratarea unui aflux de păduchi sau a unei infecții și toaletarea socială.
Unele forme de intimitate fizică pot fi primite negativ. Această atitudine este marcată în special în rândul celor cu hafefobie⁠(d). Un studiu a arătat că, în general, există un nivel mai ridicat de intimitate fizică permisă între membrii apropiați ai familiei⁠(d) decât între rudele de gradul doi⁠(d). Normele de intimitate sunt de obicei mai negative în apropierea zonelor erogene. Unele jurisdicții pot specifica acest lucru ca referindu-se la organele genitale, fese și sânii femeilor.

## Dezvoltare
Afecțiunea fizică și intimitatea par să aibă un rol extrem de important în timpul copilăriei. Pielea este cel mai mare organ senzorial și este primul care se dezvoltă. Oamenii experimentează atingerea încă din dezvoltarea fetală, când fătul începe să primească informații senzoriale prin contactul cu peretele abdominal al mamei. În copilărie, bebelușii primesc cantități semnificative de atingere prin faptul că sunt ținuți în brațe, mângâiați și alăptați. În plus față de funcțiile necesare, cum ar fi alăptarea, atingerea este, de asemenea, utilizată pentru a liniști și calma bebelușii sau prin contactul piele la piele numită „metoda cangurului”. Simțurile vizuale și auditive sunt limitate în perioada copilăriei, iar bebelușii fac cunoștință cu lumea lor în primul rând prin atingere și sunt capabili să distingă între temperatură și textură.
Scăderea cantității de atingeri afectuoase din partea îngrijitorilor (de exemplu, în cazul sugarilor din instituții sau al sugarilor cu mame depresive) este legată de întârzieri cognitive și de neurodezvoltare. Aceste întârzieri par să persiste ani de zile și uneori întreaga viață. Studiile sugerează că, în cazul în care mamele depresive își masează bebelușii, acest lucru este benefic atât pentru bebeluș, cât și pentru ele însele, sporind creșterea și dezvoltarea bebelușilor și conducând la creșterea sensibilității și a receptivității mamelor. Există efecte benefice din punct de vedere biologic ale masajului bebelușilor, bebelușii prematuri prezentând niveluri mai scăzute de cortizol după ce au fost ținuți în brațe de mamele lor. În timpul perioadei de ținere, nivelurile de cortizol ale mamelor au scăzut, de asemenea.

## Spațiul personal

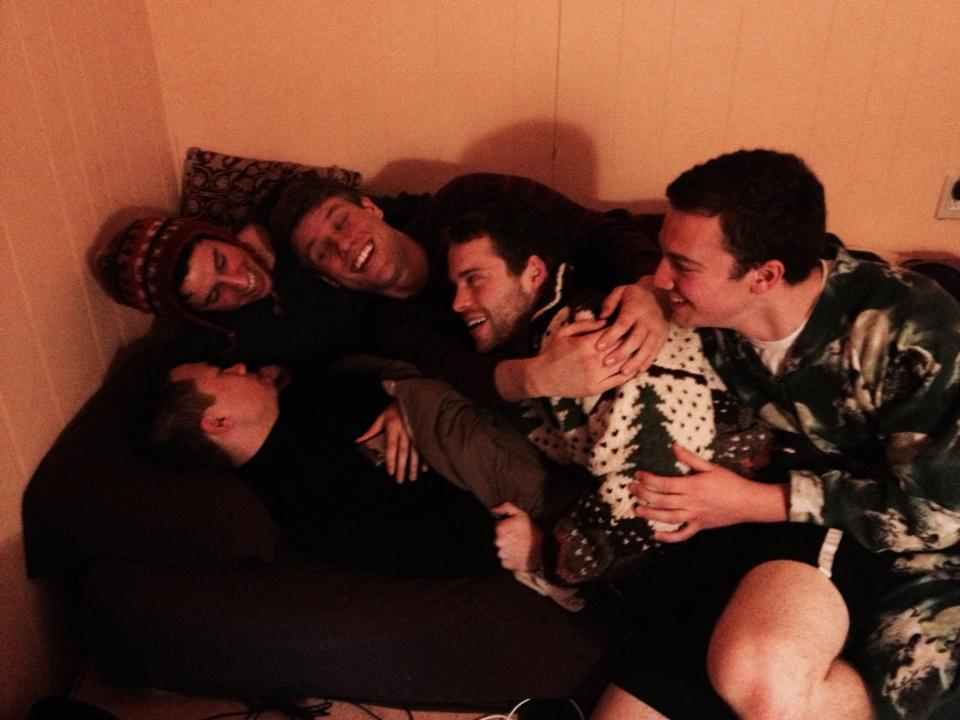
Tinerii se îmbrățișează, o formă de intimitate fizică.

Majoritatea oamenilor își apreciază spațiul personal și simt disconfort, furie sau anxietate atunci când cineva le invadează spațiul personal fără consimțământul lor. Intrarea în spațiul personal al cuiva este în mod normal un indiciu de familiaritate și intimitate. Cu toate acestea, în societatea modernă, în special în comunitățile urbane aglomerate, este uneori dificil să păstrezi spațiul personal, de exemplu, într-un tren, într-un lift sau pe stradă. Mulți oameni consideră că proximitatea fizică în spațiile aglomerate este tulburătoare și inconfortabilă din punct de vedere psihologic. Într-o situație aglomerată impersonală, contactul vizual tinde să fie evitat. Chiar și într-un loc aglomerat, păstrarea spațiului personal este importantă. Contactul intim și sexual fără consimțământ, precum froteurismul și pipăitul⁠(d), sunt inacceptabile.
Pe de altă parte, majoritatea oamenilor doresc ocazional apropierea fizică de alte persoane și, uneori, vor primi o persoană cunoscută și de încredere în spațiul lor personal. Atunci când un partener sau un prieten nu este disponibil într-un astfel de moment, unele persoane își satisfac această nevoie de contact uman într-un loc aglomerat, cum ar fi un bar, un club de noapte, un concert rock⁠(d), un festival stradal etc.

## Manifestarea afecțiunii
Persoanele care sunt familiare pot intra în spațiul personal al celuilalt pentru a stabili un contact fizic. Acestea pot fi indicatori de afecțiune și încredere. Modul în care oamenii își manifestă afecțiunea este, în general, diferit într-un context public față de unul privat. În mediul privat, persoanele aflate într-o relație intimă sau care se cunosc bine pot fi în largul lor în ceea ce privește contactul fizic și manifestările de afecțiune, care pot implica
- giugiuleala,
- mângâierea (de exemplu, cap, mâini, brațe, spate și talie),
- gâdilatul⁠(d) (de exemplu, spate și talie),
- masajul (de exemplu gât, umeri, spate, coapse) sau
- atingerea capetelor⁠(d).

Legătura prin contact intim, non-sexual, între prieteni platonici și membri ai familiei include, fără a se limita la, ținerea de mână, îmbrățișări, giugiuleală și sărutări pe obraji.
Cu toate acestea, în public și în funcție de natura relației dintre persoane, o manifestare publică de afecțiune⁠(d) este, în general, limitată de normele sociale și poate varia de la un gest, cum ar fi un sărut sau o îmbrățișare⁠(d) în semn de salut, până la o îmbrățișare sau ținerea de mână⁠(d). Menținerea contactului vizual⁠(d) poate fi considerată din punct de vedere social și psihologic ca fiind analogă atingerii.

## Cultură
Rolul atingerii în relațiile interpersonale de-a lungul dezvoltării și în diferite culturi este puțin studiat; cu toate acestea, unele date observaționale sugerează că, în culturile care se angajează în mai multă intimitate fizică, rata violenței este mai scăzută, fapt demonstrat la adolescenți și copii. Populațiile care trăiesc mai aproape de ecuator (Mediterana, America Centrală și de Sud, țările islamice) tind să aibă norme sociale de contact ridicat, în timp ce țările mai îndepărtate de ecuator tind să aibă un contact mai scăzut (Europa de Nord, America de Nord, Asia de Nord-Est). Afișarea publică a atingerii și intimității interpersonale pare să varieze, de asemenea, între culturi.
Termenul „skinship” (スキンシップ sukinshippu?) își are originea într-un cuvânt japonez pseudo-englez⁠(d) (wasei-eigo), care a fost inventat pentru a descrie intimitatea sau apropierea dintre o mamă și un copil. Astăzi, cuvântul este în general folosit pentru legătura prin contact fizic, cum ar fi ținerea de mână, îmbrățișarea sau părinții care își spală copilul la baie. Termenul a fost promovat de pediatrul și psihologul dezvoltării Nobuyoshi Hirai (平井信義), iar acesta a menționat că a fost preluat dintr-un termen inventat de o femeie americană la un seminar al OMS desfășurat în 1953. Cea mai veche citare a acestui cuvânt apare în Nihon Kokugo Daijiten⁠(d) în 1971. Potrivit lui Scott Clark, autorul unui studiu despre cultura japoneză a băilor⁠(d), cuvântul este un cuvânt telescopat care combină „piele/skin” cu ultima silabă din „prietenie/friendship”. Similaritatea cu cuvântul englezesc „kinship” sugerează o explicație suplimentară. Utilizarea cuvântului „skininship” în publicațiile în limba engleză pare să se concentreze pe noțiunea de a împărți o baie dezbrăcat, o idee cunoscută în japoneză sub numele de „asociație goală” (裸の付き合い hadaka no tsukiai?). Nu este clar de ce sensul a trecut la relația părinte-copil atunci când a fost împrumutat înapoi⁠(d) în limba engleză. Acest cuvânt este folosit și în Coreea de Sud. Termenul este descris acum în Oxford English Dictionary ca parte a actualizării legate de Coreea în 2021.

## Printre primatele non-umane
Unele animale participă la comportamente similare afecțiunii fizice la om. Numite toaletare socială sau allo-grooming, aceste comportamente sunt mai puțin frecvente în afara primatelor, în timp ce alte specii au aceste comportamente, primatele par să petreacă mult mai mult timp făcând acest lucru în comparație cu alte animale. Unele specii dedică până la 20% din ziua lor comportamentelor de îngrijire, dintre care o mare parte este dedicată îngrijirii altora, mai degrabă decât propriei persoane. În cazul speciilor mai sociale, timpul dedicat îngrijirii personale este mult mai mic decât timpul dedicat îngrijirii sociale. Deși aceste comportamente pot părea să aibă un scop igienic (de exemplu, îndepărtarea paraziților, curățarea blănii etc.), dovezile sugerează că comportamentele de toaletare îndeplinesc o funcție socială unică care facilitează legătura. Din perspectivă evolutivă, timpul dedicat toaletatului pare să depășească timpul în care ar fi adaptabil, subliniind astfel ideea că toaletarea trebuie să aibă un scop dincolo de menținerea igienei. În plus, există parteneriate de bază în materie de îngrijire care rămân destul de stabile și nu se schimbă frecvent, uneori cu aceiași parteneri pe o scară de timp de ani.
Unii susțin că îngrijirea este ceva ce se schimbă ca un serviciu, așteptându-se ca partenerul de îngrijire să petreacă o cantitate egală de timp sau să fie reciproc. Primatele tind să se îngrijească reciproc o cantitate egală de timp sau așteptându-se să fie reciproc apărate într-o situație periculoasă. Primatele care petrec mai mult timp îngrijindu-se reciproc sunt mai predispuse să se apere reciproc atunci când sunt atacate. Deși nu este clar cum se produce acest efect, cel mai probabil este vorba de efectul protector pe care îl au relațiile cunoscute: animalele mai dominante sunt mai puțin predispuse să atace sau să hărțuiască un individ despre care se știe că are parteneri de toaletare care ar putea să îi vină în ajutor. Cu toate acestea, probabilitatea ca o femelă să meargă în ajutorul altei femele atunci când aceasta din urmă este atacată este semnificativ corelată cu timpul pe care cele două îl petrec împreună pentru a se îngriji. O interpretare mai plauzibilă este aceea că îngrijirea oferă suportul psihologic pentru dorința unui individ de a oferi sprijin ulterior. Acest lucru nu se întâmplă prin oferirea unui schimb direct de beneficii, ci mai degrabă prin crearea mediului psihologic care permite ca sprijinul să fie tranzacționat reciproc.